# Zizhuyuan
Zizhuyuan (chinesisch 紫竹院街道, Pinyin Zǐzhúyuàn Jiēdào) ist ein Straßenviertel des Stadtbezirks Haidian der chinesischen Hauptstadt Peking. Zizhuyuan liegt im Südwesten Haidians. Es hat eine Fläche von 6,23 km² und ca. 158.000 Einwohner (Ende 2009). Ursprünglich hieß das im November 1959 gegründete Straßenviertel Landianchang (蓝靛厂街道). Im September 1978 bekam es seinen heutigen Namen.

## Besonderheiten
Im Verwaltungsgebiet des Straßenviertels befinden sich sieben große Universitäten, u. a. die Zentrale Nationalitäten-Universität (中央民族大学), die Technische Universität Peking (北京理工大学), die Pekinger Fremdsprachenuniversität (北京外国语大学), die Tanzhochschule Peking (北京舞蹈学院), die Hochschule für Internationale Beziehungen (国际关系学院), sowie die Chinesische Nationalbibliothek (中国国家图书馆). Ein beliebtes Erholungsgebiet ist der 48 ha große Schwarzrohrbambus-Park (紫竹院公园). In der Einwohnergemeinschaft Wanshousi liegt der bekannte Tempel des Langen Lebens.

## Administrative Gliederung
Das Straßenviertel Zizhuyuan setzt sich aus 24 Einwohnergemeinschaften zusammen. Diese sind:
- Einwohnergemeinschaft Beiwalu (北洼路社区);
- Einwohnergemeinschaft Bingqi Gongye Jiguan (兵器工业机关社区), „Militärindustrie-Behörde“;
- Einwohnergemeinschaft Changwa (厂洼社区);
- Einwohnergemeinschaft Changwa Yi (厂洼一社区);
- Einwohnergemeinschaft Changwa Er (厂洼二社区);
- Einwohnergemeinschaft Changwa 5 hao Yuan (厂洼5号院社区);
- Einwohnergemeinschaft Chedaogou (车道沟社区);
- Einwohnergemeinschaft Chenanli (车南里社区);
- Einwohnergemeinschaft Fahuasi (法华寺社区);
- Einwohnergemeinschaft Hangtianbu Wuyuan (航天部五院社区), „Hochschule Nr. 5 des Ministeriums für Raumfahrt“;
- Einwohnergemeinschaft Junyuetuan (军乐团社区), „Militärmusik-Ensemble“;
- Einwohnergemeinschaft Ligong Daxue (理工大学社区), „Technische Universität“;
- Einwohnergemeinschaft Minzu Daxue (民族大学社区), „Nationalitäten-Universität“;
- Einwohnergemeinschaft Sanhuqiao (三虎桥社区);
- Einwohnergemeinschaft Waiyu Daxue (外语大学社区), „Fremdsprachen-Universität“;
- Einwohnergemeinschaft Wanshou Shanzhuang (万寿山庄社区);
- Einwohnergemeinschaft Wanshousi (万寿寺社区);
- Einwohnergemeinschaft Weibohao (韦伯豪社区);
- Einwohnergemeinschaft Weigongcun Beiqu (魏公村北区社区);
- Einwohnergemeinschaft Weigongcun Nanqu (魏公村南区社区);
- Einwohnergemeinschaft Xiyuan Xiqu (西苑西区社区);
- Einwohnergemeinschaft Zhongguo Qingnian Zhengzhi Xueyuan (中国青年政治学院社区), „Chinesische Jugend-Hochschule für Politik“;
- Einwohnergemeinschaft Zizhu (紫竹社区);
- Einwohnergemeinschaft Zongzheng (总政社区).